# Platostoma laxiflorum
Platostoma laxiflorum là một loài thực vật có hoa trong họ Hoa môi. Loài này được A.J.Paton & Hedge miêu tả khoa học đầu tiên năm 1997.
Loài này là bản địa Madagascar.